# Dodge Rampage
De Dodge Rampage was een compacte pick-up van het Amerikaanse automerk Dodge die van 1982 tot 1984 geproduceerd werd. De auto was vergelijkbaar met de Chevrolet El Camino, maar in feite was de Volkswagen Caddy, Volkswagen Rabbit Sporttruck geheten in de VS, de enige echte concurrent van de Rampage.

## Technisch
De Rampage kwam met een 2,2 l vier-in-lijnmotor die 96 pk leverde. Het lage verbruik van die motor was een voordeel voor het model. Daarnaast was er ook het nadeel van de matige prestaties. In 1983 werd een nieuwe manuele vijfversnellingsbak geïntroduceerd die de prestaties verbeterden ten opzichte van de voorgaande 4-versnellingsbak.

## Shelby Rampage
In het laatste modeljaar van de Rampage werd een Shelby-versie van het model uitgebracht. Hiervan zijn slechts 318 exemplaren van gebouwd die via één enkele dealer in Californië werden verkocht.

## Rampage Concept
In 2006 gebruikte Dodge de naam Rampage voor een conceptauto die dat jaar op het autosalon van Chicago te zien was. Dit was tevens een voorwielaangedreven pick-up, maar even groot als de grote Dodge Ram en voorzien van een 5,7 liter Hemi V8-motor. Er was nog een andere prestatiegerichte versie van de Rampage in ontwikkeling, maar na het schrappen van de Rampage zelf werden die plannen gestaakt. Het enige prototype ervan werd aan diens ontwerper verkocht.